# Avril 1944

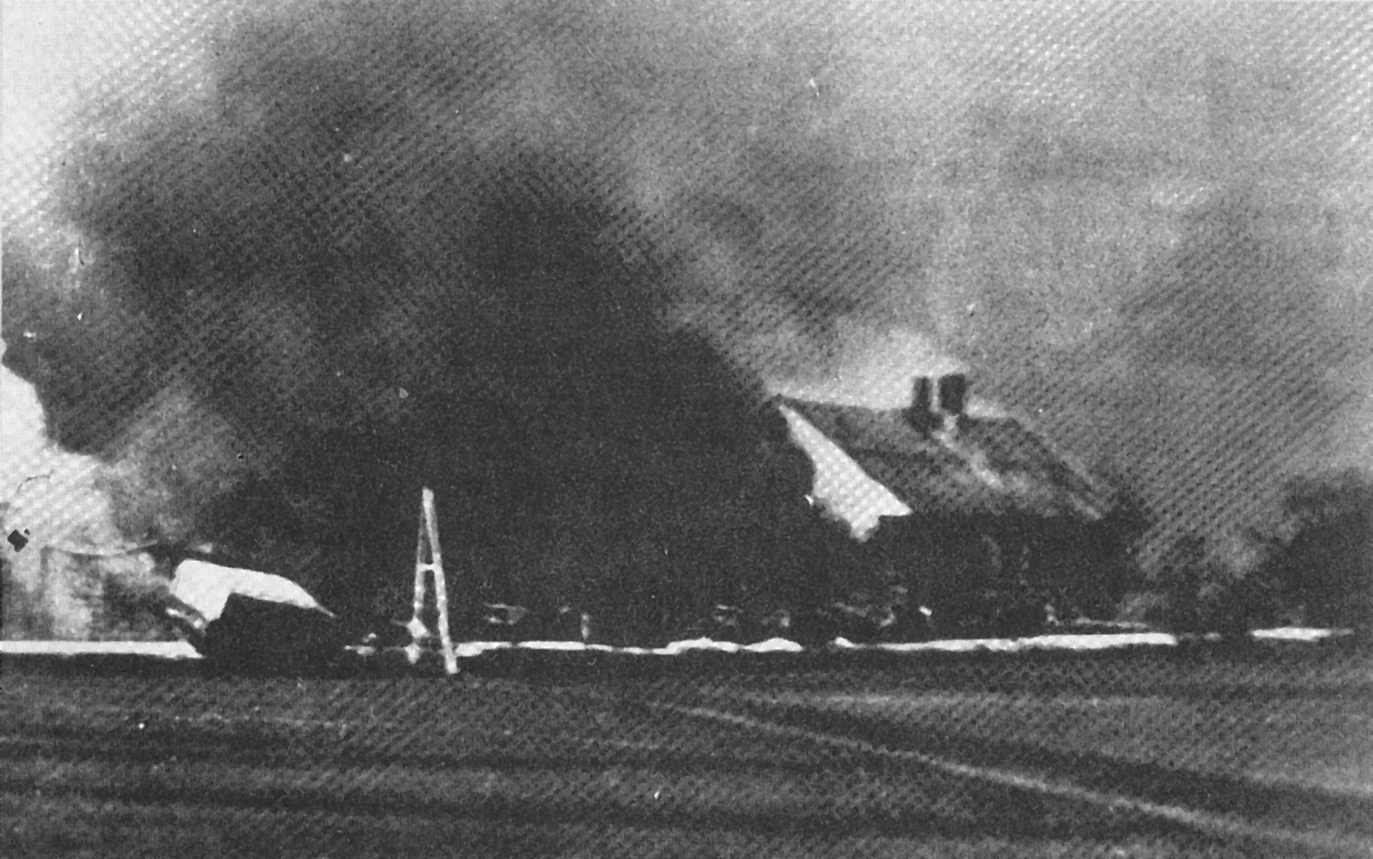
Attaque d'une colonne de police allemande en avril 1944

Les événements concernant la Seconde Guerre mondiale sont détaillés dans l'article Avril 1944 (Seconde Guerre mondiale).

## Événements
- 1er avril : massacre d'Ascq.

- 2 avril : l’Armée rouge occupe une partie de la Roumanie. Des morceaux de territoires en la Bessarabie et au nord de la Bucovine qui étaient roumaines sont rattachées à l’Ukraine. L’Armée rouge achève la conquête de la Bessarabie et la Bucovine avant la fin du printemps.

- 4 avril :
  - Algérie : entrée au Comité français de la Libération nationale de deux communistes, François Billoux et Fernand Grenier.
  - Bombardement massif anglo-américain sur Bucarest.

- 6 avril :
  - rafle des 44 enfants d'Izieu et des 7 adultes les encadrant.
  - Bombardement des usines aéronautiques Breguet de Toulouse sises à Saint-Martin-du-Touch et a l'aéroport de Toulouse-Montaudran

- 10 avril : les Soviétiques reprennent Odessa (bataille de Crimée).
- 11 avril : bombardement de la gare de formation de Couillet par des B26 Marauder américains.

- Mercredi 12 avril, Italie : le roi Victor-Emmanuel III annonce son intention de se retirer de la vie publique.

- 13 avril : occupation de Budapest par la Wehrmacht.

- Vendredi 14 avril : conférence sur l’Afrique organisée à New York par la CAA. Elle fait renaître l’idée d’un Ve Congrès panafricain[1].

- Vendredi 21 avril
  - Italie : entrée au gouvernement Badoglio du dirigeant communiste Palmiro Togliatti. Il réclame la constitution d’un gouvernement d’union nationale pour chasser les Allemands et un compromis est élaboré concernant le retrait du roi.
  - Ordonnance du Comité français de la Libération nationale (de Gaulle) sur l’organisation des pouvoirs publics à la libération.
    - Le Comité français de la Libération nationale, présidé par le général de Gaulle, accorde le droit de vote aux femmes : « Ordonnance du droit de vote et d'éligibilité ». Ce droit est et confirmé par l’ordonnance du 5 octobre 1944 sous le Gouvernement provisoire de la République française. Ce n'est que le 29 avril 1945 que les femmes pourront exercer pour la première fois ce droit (aux élections municipales). Le 21 octobre suivant, elles votent pour élire, comme les hommes, les membres de l'Assemblée constituante. Un mois plus tard, les 23 et 30 novembre, elles retournent aux urnes (pour les cantonales).

  - Bombardements aériens alliés de Paris.

- Du 23 au 25 avril : la Milice attaque les positions de la Résistance française dans le Vercors.

- Mercredi 26 avril :
  - Grèce : gouvernement d’union nationale formé au Caire par le social-démocrate Georges Papandreou
  - Pétain rend visite à Paris, pour la première fois depuis juin 1940. Il y reçoit un accueil enthousiaste sur la place de l'Hôtel-de-Ville.

## Naissances
- 5 avril : 
  - Pedro Rosselló, homme politique portoricain.
  - Hiroyuki Hosoda, Homme politique japonais († 10 novembre 2023).
- 6 avril : 
  - Guy Lauzon, homme politique canadien († 22 juin 2025).
  - Charles Sobhraj, tueur en série français.
- 7 avril :
  - François Garnier, évêque catholique français, archevêque de Cambrai.
  - Jean-Pierre Pincemin, peintre, graveur et sculpteur français († 17 mai 2005).
  - Gerhard Schröder, homme d'État allemand et ancien chancelier de l'Allemagne.
- 8 avril : Jean Benguigui, acteur français.
- 11 avril : Nicoletta (Nicole Grisoni), chanteuse française.
- 13 avril : Franco Arese (Francesco Arese), athlète, spécialiste du demi-fond (1 500 mètres), et dirigeant sportif italien.
- 14 avril : Nguyễn Phú Trọng, Homme d'État Vietnamien et Secrétaire général du Parti communiste († 19 juillet 2024).
- 15 avril : Kunishige Kamamoto, footballeur japonais († 10 août 2025).
- 16 avril : Elmar Wepper, acteur allemand († 31 octobre 2023).
- 23 avril : 
  - Jean-François Stévenin,  acteur et réalisateur français († 27 juillet 2021).
  - Alexis Grüss, artiste de cirque français († 6 avril 2024).
- 24 avril : Christine Ockrent, journaliste-chroniqueuse radio-télé belge.
- 28 avril : Jean-Claude Van Cauwenberghe, homme politique belge.
- 29 avril : Francis Lee, footballeur anglais († 2 octobre 2023).
- 30 avril : Sonal Mansingh, danseuse indienne.

## Décès
- 30 avril : Paul Poiret